# Campionati europei di judo 1951
I Campionati europei di judo 1951 sono stati la 1ª edizione della competizione organizzata dalla European Judo Union.
Si sono svolti a Parigi, in Francia, dal 5 al 6 dicembre 1951.

## Medagliere
| Pos.   | Nazione        | Oro | Argento | Bronzo | Totale |
| ------ | -------------- | --- | ------- | ------ | ------ |
| 1      | Francia        | 5   | 0       | 0      | 5      |
| 2      | Regno Unito    | 0   | 3       | 0      | 3      |
| 3      | Paesi Bassi    | 0   | 1       | 1      | 2      |
| 3      | Germania Ovest | 0   | 1       | 1      | 2      |
| 5      | Austria        | 0   | 0       | 2      | 2      |
| 5      | Belgio         | 0   | 0       | 2      | 2      |
| 7      | Cecoslovacchia | 0   | 0       | 1      | 1      |
| 7      | Italia         | 0   | 0       | 1      | 1      |
| Totale | Totale         | 5   | 5       | 8      | 18     |

## Podi

### Uomini
| Evento         | Oro             | Argento         | Bronzo                           |
| 1° kuyu        | Michel Dupré    | Anton Geesink   | Richard Unterburger Elio Volpi   |
| 1º dan         | Bernard Pariset | Horst Schombert | Robert Jaquemond Georges Ravinet |
| 2º dan         | Guy Cauquil     | Chaplain        | Dik Koning Robert Tobler         |
| 3º dan         | Jean De Herdt   | Geof Gleeson    |                                  |
| Categoria Open | Jean De Herdt   | Geof Gleeson    | Robert Jaquemond Georges Ravinet |